# Sojoez MS-12
Sojoez MS-12 (Russisch: Союз МС-12) was een ruimtevlucht naar het Internationaal ruimtestation ISS. Het is de 141ste vlucht van een Sojoez-capsule en de twaalfde van het Sojoez MS-type. De lancering was 14 maart 2019. Tijdens deze vlucht werden drie bemanningsleden naar het Internationaal ruimtestation ISS vervoerd voor ISS-Expeditie 59. Ruimtevaarders Hague en Ovtsjinin werden in oktober 2018 aan boord van Sojoez MS-10 gelanceerd maar die vlucht haalde door een mankement de ruimte niet. Zij werden in december 2018 geselecteerd om alsnog met Sojoez MS-12 te worden gelanceerd.

## Bemanning
| Positie           | Ruimtevaarder                                         |
| ----------------- | ----------------------------------------------------- |
| Commandant        | Aleksej Ovtsjinin, RSA 2e ruimtevlucht (3e lancering) |
| Flight Engineer 1 | Nick Hague, NASA 1e ruimtevlucht (2e lancering)       |
| Flight Engineer 2 | Christina Hammock-Koch, NASA 1e ruimtevlucht          |

Noot: Christina Koch ging niet met deze vlucht terug naar de Aarde, Hazza Al Mansouri (aangekomen met Sojoez MS-15) nam haar plaats in.

### Reservebemanning
| Positie           | Ruimtevaarder            |
| ----------------- | ------------------------ |
| Commandant        | Aleksandr Skvortsov, RSA |
| Flight Engineer 1 | Luca Parmitano, ESA      |
| Flight Engineer 2 | Andrew Morgan, NASA      |